# そばにいるよ (前田亘輝の曲)
「そばにいるよ」は、前田亘輝の通算5枚目のシングル。
1993年12月12日に Sony Recordsから発売された。

## 概要
前作から僅か1ヶ月でのリリース。自身2番目のヒット曲である。
表題曲は恋愛をテーマにしたバラードナンバー。
カップリング曲の「恋しくて」は現在もアルバム未収録で配信も行われていない。

## 収録曲
| 全作詞: 前田亘輝、全作曲・編曲: UNI。 |                                     |          |            |      |
| #                                     | タイトル                            | 作詞     | 作曲・編曲 | 時間 |
| 1.                                    | 「そばにいるよ」                    | 前田亘輝 | UNI        | 4:33 |
| 2.                                    | 「恋しくて」                        | 前田亘輝 | UNI        | 4:35 |
| 3.                                    | 「そばにいるよ (Original Karaoke)」 | 前田亘輝 | UNI        | 4:33 |
| 合計時間:                             | 合計時間:                           | 13:41    |            |      |

## 参加ミュージシャン
- 青山純：ドラム
- 小野塚晃（DIMENSION）：キーボード
- 春畑道哉（TUBE）：ギター
- 牧穂エミ：コーラス
- 松原秀樹：ベース
- 山本千絵：コーラス

## タイアップ
- TBS系『情報スペースJ』エンディングテーマ

## 収録アルバム
| 曲名         | アルバム                                      | 発売日        | 備考                       |
| ------------ | --------------------------------------------- | ------------- | -------------------------- |
| そばにいるよ | Single Collection +                           | 2007年6月27日 | ベスト・アルバム           |
| そばにいるよ | 35年で35曲 “愛と友” 〜僕のMelody 君のために〜 | 2020年12月9日 | リミックス・アルバム(TUBE) |